# 信息战 (新闻网站)
信息战网站（英語：InfoWars）是一個極右翼美國陰謀論和假新聞網站，由亞歷克斯·瓊斯擁有及運營。它成立於1999年，在「言論自由有限責任公司」（Free Speech Systems LLC）名義下運營。
該網站的脫口秀等內容主要是在德克薩斯州奧斯汀工業區的一個秘密工作室中製作的。每月訪問量約為1000萬次，其影響力超過了經濟學人和新聞周刊等主流新聞網站。
2018年2月，InfoWars 的出版人、董事兼所有者瓊斯被指控歧視和性騷擾僱員。InfoWars宣傳許多陰謀論，特別是美國政府在國內進行的假旗行動（包括9/11襲擊和 Sandy Hook槍擊事件）。由於法律糾紛，InfoWars被迫公開撤稿多次。InfoWars和瓊斯的節目遭到許多網絡平台的刪剪和禁止，包括Facebook、Twitter、YouTube、Apple和Roku。
InfoWars藉由銷售在節目中推銷的產品獲得收入，故被《紐約時報》稱為「利用瓊斯的評論推銷產品」的網絡商店。